# Alberto Escassi
Alberto Escassi Oliva (ur. 28 lutego 1989 w Máladze) – hiszpański piłkarz występujący na pozycji pomocnika w CD Numancia.